# Maximum Effort
Maximum Effort Productions, Inc. è una casa di produzione cinematografica e televisiva indipendente statunitense e un'agenzia pubblicitaria digitale fondata dall'attore canadese Ryan Reynolds insieme a George Dewey. 
Il nome dell'azienda è un riferimento a uno slogan tratto dal film Deadpool del 2016. 

## Storia
Reynolds e Dewey hanno lanciato Maximum Effort nel 2018, dopo aver collaborato alla campagna di marketing dei primi due film di Deadpool. Hanno lavorato a una serie di annunci di successo a basso budget per promuovere il film del 2016 e il suo seguito del 2018, che all'epoca furono i film con classificazione R con il maggior incasso nella storia del cinema.
Dewey, in precedenza vicepresidente senior del marketing digitale presso la 20th Century Fox e presidente del marketing digitale presso Annapurna Pictures, è stato nominato presidente della società, e Reynolds è direttore creativo.
Il ramo marketing di Maximum Effort è stato acquisito dalla società di software pubblicitario MNTN nel giugno 2021, con Maximum Effort Marketing che ha mantenuto il suo nome operando come agenzia all'interno di MNTN. Reynolds è stato nominato chief creative officer di MNTN e Dewey chief brand officer di MNTN.
MNTN è stata fondata nel 2009 con il nome di Steelhouse e si è ribattezzata nel 2021.
Nel settembre 2024, Bloomberg News ha riferito che MNTN aveva in programma di quotarsi in borsa nel 2025, affidando a Morgan Stanley l'organizzazione dell'offerta pubblica iniziale; tuttavia, nel deposito dell'IPO di MNTN (cioè il Form S-1) presso l'agenzia. Tuttavia, nel deposito dell'IPO (cioè il modulo S-1) presso la Securities and Exchange Commission, depositato il 28 febbraio 2025, MNTN ha reso noto di aver accettato di cedere «la sua partecipazione in Maximum Effort a un'affiliata del suo proprietario originario».

## Filmografia

### Cinema
| Film                                      | Data di uscita   | Regia          | Sceneggiatura                                                   | Colonna sonora              | Altre case di produzione                                                                                      | Distribuzione                       |
| ----------------------------------------- | ---------------- | -------------- | --------------------------------------------------------------- | --------------------------- | --- | ----------------------------------- |
| Deadpool 2                                | 18 maggio 2018   | David Leitch   | Rhett Reese, Paul Wernick, Ryan Reynolds                        | Tyler Bates                 | Marvel Entertainment, Kinberg Genre, The Donner's Company, TSG Entertainment                                  | 20th Century Fox                    |
| Free Guy - Eroe per gioco (Free Guy)      | 13 agosto 2021   | Shawn Levy     | Matt Lieberman, Zak Penn                                        | Christophe Beck             | 20th Century Studios, Berlanti Productions, Lit Entertainment Group, 21 Laps Entertainment, TSG Entertainment | Walt Disney Studios Motion Pictures |
| The Adam Project                          | 11 marzo 2022    | Shawn Levy     | Jonathan Tropper, T. S. Nowlin, Jennifer Flackett, Mark Levin   | Rob Simonsen                | Skydance Media, 21 Laps Entertainment                                                                         | Netflix                             |
| Spirited - Magia di Natale (Spirited)     | 18 novembre 2022 | Sean Anders    | Sean Anders, John Morris                                        | Pasek & Paul, Dominic Lewis | Apple Original Films, Gloria Sanchez Productions, Mosaic, Two Grown Men                                       | Apple TV+                           |
| Un matrimonio esplosivo (Shotgun Wedding) | 27 gennaio 2023  | Jason Moore    | Mark Hammer                                                     | Pinar Toprak                | Mandeville Films, Nuyorican Productions, Lionsgate                                                            | Prime Video                         |
| IF - Gli amici immaginari (IF)            | 17 maggio 2024   | John Krasinski | John Krasinski                                                  | Michael Giacchino           | Sunday Night Productions                                                                                      | Paramount Pictures                  |
| Deadpool & Wolverine                      | 24 luglio 2024   | Shawn Levy     | Rhett Reese, Paul Wernick, Zeb Wells, Ryan Reynolds, Shawn Levy | Rob Simonsen                | Marvel Studios, 21 Laps Entertainment                                                                         | Walt Disney Studios Motion Pictures |

#### Televisione
| Serie televisiva   | Data di uscita | Showrunner/Autore | Altre case di produzione                                       | Distribuzione USA |
| ------------------ | -------------- | ----------------- | -------------------------------------------------------------- | ----------------- |
| Welcome to Wrexham | 24 Agosto 2024 |                   | Boardwalk Pictures, DN2 Productions, 3 Arts Entertainment, FXP | FX                |